# Ophiomyia phaseoli
Ophiomyia phaseoli är en tvåvingeart som först beskrevs av Tryon 1951.  Ophiomyia phaseoli ingår i släktet Ophiomyia och familjen minerarflugor.
Artens utbredningsområde är Rwanda. Inga underarter finns listade i Catalogue of Life.